# حياة الزرق مهمة
حياة الزُّرق مهمة (أي حياة الشرطة مهمة) (بالإنجليزية: Blue Lives Matter)‏ هي حركة مضادة في الولايات المتحدة ردًا على حركة حياة السود مهمة. تأسست في أعقاب مقتل شرطيين من نيويورك في 20 ديسمبر 2014 في بروكلين على يد إسماعيل برينسلي، وهو أمريكي من أصل أفريقي انتقم لمقتل اثنين من الأمريكيين الأفارقة، إريك غارنر ومايكل براون، اللذين قُتلا في وقت سابق من العام على يد الشرطة. · 
يدعو أنصار الحركة إلى اعتبار الجرائم المرتكبة ضد ضباط الشرطة جرائم كراهية. تعرّضت الحركة لانتقادات من بعض المنظمات، مثل الاتحاد الأمريكي للحريات المدنية. · 

## تاريخ
في 20 ديسمبر 2014، في أعقاب مقتل الضابطين رافائيل راموس ووينجيان ليو، قامت مجموعة من ضباط إنفاذ القانون (Law enforcement officer) بتأسيس الحركة لمواجهة التقارير الإعلامية التي اعتبروها مناهضة للشرطة. تتكون الحركة من ضباط إنفاذ القانون النشطين والمتقاعدين. المتحدث الوطني الحالي باسم الحركة هو الملازم راندي ساتون (Randy Sutton) المتقاعد من شرطة مدينة لاس فيغاس.
في سبتمبر 2015، شارك أكثر من 100 ضابط شرطة من لوس أنجلوس في تجمع حاشد لحركة حياة الزرق مهمة في هوليوود، دعما للشرطة.

## التشريع القانوني
أقرّت ولاية لويزيانا تشريعًا في مايو 2016، يجعل استهداف ضباط الشرطة أو رجال الإطفاء جريمة كراهية. تم التوقيع على التشريع، الذي كتبه ممثل الولاية لانس هاريس، ليصبح قانونًا من قبل الحاكم جون بيل إدواردز. يقضي القانون بفرض غرامة إضافية قدرها 5000 دولار أو السجن لمدة خمس سنوات، في حين أن جنح جرائم الكراهية يعاقب عليها بغرامة إضافية قدرها 500 دولار أو السجن لمدة ستة أشهر.